# アレクサンデル・ダビド・ゴンサレス
アレクサンデル・ダビド・ゴンサレス・シブロ（Alexander David González Sibulo, 1992年9月13日 - ）は、ベネズエラ・アラグア州マラカイ出身の同国代表サッカー選手。スペイン・マラガCF所属。ポジションはDF。

## 経歴
2009年にカラカスFCでトップチームデビューした。2012年1月3日、スイスのBSCヤングボーイズに移籍した。
2016年からはスペイン・セグンダ・ディビシオンのSDウエスカに所属。2017-18シーズンを2位で終え、チーム史上初となるプリメーラ・ディビシオン昇格に貢献した。
しかし、ウエスカからは契約更新はされず、2018年8月4日にエルチェCFと契約した。
2019年8月26日、CDミランデスに1年契約で移籍した。
2020年9月、FCディナモ・ブカレストに2年契約で移籍した。
2021年12月28日、マラガCFに2021年6月までの契約で移籍した。

## 代表歴
ベネズエラ代表として2009年にA代表デビューを果たし、コパ・アメリカ2011に出場した。2014年11月18日のボリビアとの親善試合で代表初得点を挙げた。